# Peter Donnelly
Peter Donnelly (Kingston upon Hull, 22 settembre 1936) è un ex calciatore inglese, di ruolo attaccante.

## Carriera

### Giocatore
Nel 1953 viene aggregato alla prima squadra del Doncaster, club della seconda divisione inglese, con cui milita per complessive cinque stagioni con un ruolo molto marginale: gioca infatti solamente 6 partite totali di campionato, con una rete segnata; nel 1958, dopo la retrocessione in terza divisione del Doncaster, si trasferisce allo Scunthorpe Utd: qui, in due stagioni, realizza complessivamente 13 reti in 39 partite di campionato, sempre in seconda divisione. Nel 1960 passa poi al Cardiff City, club neopromosso in prima divisione, in uno scambio con Joe Bonson: con i Bluebirds nella stagione 1960-1961 realizza 7 reti in 27 presenze in prima divisione. Nel dicembre del 1961, dopo un ulteriore gol in 4 presenze in questa categoria, viene ceduto allo Swansea Town, con cui conclude la stagione 1961-1962 segnando 3 reti in 16 presenze in seconda divisione. Continua poi a giocare a livello professionistico per un ulteriore quadriennio, con le maglie di Brighton e Bradford City (un biennio in ciascuno dei due club), per poi ritirarsi nel 1967 dopo aver giocato anche a livello semiprofessionistico nel Margate.
In carriera ha totalizzato complessivamente 160 presenze e 43 reti nei campionati della Football League.

### Allenatore
Ha allenato in due diversi periodi i semiprofessionisti del Margate.